# 弗拉基米尔·布科夫斯基
弗拉基米爾·康斯坦丁諾維奇·布科夫斯基（羅馬化：Vladimir Konstantinovich Bukovsky；1942年12月30日—2019年10月27日），俄裔英籍权活动家、作家。自20世纪50年代末至70年代中，他是苏联闻名遐迩的持不同政见者。他在苏联的精神病监狱医院、劳改营和监狱度过了12年人生。
1976年底被逐出苏联后，他一直抨击苏联体制及后续接替政权俄罗斯的缺点。身为活动家、作家和神经生理学家，他积极揭露苏联利用精神病学进行政治迫害。他还是共产主义受害者纪念基金会国际咨询理事会的成员、感恩基金（创立于1998年，缅怀和支持前持不同政见者）主任、美国人权基金会国际理事会成员、卡托研究所高级研究员。
2001年，弗拉基米尔·布科夫斯基获得共产主义受害者纪念基金会年度奖项杜鲁门 - 里根自由勋章。

## 早年
弗拉基米尔·布科夫斯基生于巴什基爾蘇維埃社會主義自治共和國別列別伊镇（今属俄罗斯联邦巴什科尔托斯坦共和国）。第二次世界大战苏德战争期间，他和父母被迫离开故土，直到战后才回到莫斯科。父亲康斯坦丁（1908-1976）是苏联著名记者。在学校的最后一年，布科夫斯基因参与秘密出版物的创作和编写被开除出校。为了达到申请大学学位的要求，他在夜校完成了中学教育。

## 苏联时期活动

### 集会

#### 马雅可夫斯基广场
1960年，布科夫斯基进入莫斯科大学，主修生物。在学校，他和好友们决定重启马雅可夫斯基广场诗朗诵活动。这场活动开始于1958年一座位于俄罗斯中部的雕像揭幕后。他们联系了之前参与过活动的《回旋镖》（Boomerang，1960）作者弗拉基米尔·奥西波夫和《凤凰文学》创办人尤里·加兰斯科夫，而他们的作品在当时是秘密出版物:17–19。
时年19岁的布科夫斯基多次撰文批评全联盟列宁主义青年共产主义联盟。后来，克格勃认定他的作品是“颠覆共青团的论文”。布科夫斯基形容苏联是“非法社会”，面临着严重的意识形态危机。他断言共青团已“奄奄一息”，失去了道德和精神权威，呼吁实施民主化。这类文章及其他活动使得布科夫斯基受到当局关注。经过两次审讯，他于1961年秋天被开除出校。
布科夫斯基于1963年6月1日被逮捕。依照《俄罗斯苏维埃联邦社会主义共和国刑法》第70条1款后来他被裁定犯“鼓动和宣传对抗苏联罪”，不过由于“精神失常”的原因，他面临了缺席审判。官方的指控是制作持有被查禁的米洛万·吉拉斯反苏文学作品《新阶级：对共产主义制度的分析》的影印本。精神科医生给他检查，断定他患有缓慢性精神分裂症，将他送到列宁格勒的特殊精神病院。他于将近两年后的1965年2月出院。在医院，他结识了同样被精神病的佩特罗·格里戈连科。

#### 1965年12月5日，开放政策集会
1965年12月，布科夫斯基参与策划莫斯科中部普希金广场的示威活动，抗议当局审判作家安德烈·陀纳妥维奇·西尼亚夫斯基和尤里·丹尼尔。他积极传播数学家、诗人亚历山大·叶赛宁-沃尔平的《公民诉求》，呼吁当局遵守苏联法律，在司法程序中走开放政策，例如允许公众和媒体旁听。1965年12月5日，宪法日，示威爆发，史称开放政策会议或集会，成为苏联公民权利运动的开端。
布科夫斯基没能参与集会。早前示威三天前，当局就以散发诉状为由抓捕了布科夫斯基，把他关到斯托尔博瓦亚卢布林第十三医院研究院和谢尔布斯基研究所等特殊精神病院，直到1966年7月。

#### 1967年，示威权集会
1967年1月22日，布科夫斯基、瓦迪姆·德劳内、叶夫根尼·库谢夫和维克多·喀斯托夫又在普希金广场举行示威。他们抗议当局最近逮捕亚历山大·金兹堡、尤里·加兰斯科夫、阿列克谢·多布罗沃尔斯基和维拉·拉什科娃（四人最终于1968年1月的四巨头审判中被起诉），再度依照要求示威权。然而，1966年9月16日施行的新刑法在第190条第3款将任何形式的公众集会或示威定性为犯罪。
1967年9月1日，布科夫斯基遭到审判，最后的自辩中，布科夫斯基抨击当局不尊重法律，违反法律程序。他援引现行的1936年苏维埃宪法第125条，为组织示威及其他公众抗议活动的权力辩护。他之后认为检方处理案件时屡次违反1961年修订的《刑事诉讼法》:74–75。他的言辞被秘密出版的演讲集收录，得到广泛传播，成为帕维尔·利特维诺夫编写有关示威及后续审判资料集的材料:87–95:37–43。
与他同行的瓦迪姆·德劳内和叶夫根尼·库谢夫认识到自己行为的错误，但没有认罪。被判缓刑后，他们便被释放。布科夫斯基和维克多·喀斯托夫（1967年2月被定罪）看不起两人，而喀斯托夫则进入“平民政权”劳改营进行为期三年的劳改。布科夫斯基被送到沃罗涅日地区的波尔服刑，到1970年1月刑满释放。

#### 反对精神迫害运动
20世纪60、70年代，苏联当局开始大规模使用精神病治疗手段惩罚威慑独立思想者。手段包括无限期拘禁于被纳入现存刑事机构的特殊精神病院（传统精神病院或精神病监狱医院，比如列宁格勒特殊精神病院），而这些机构为大众所熟知。健康的犯人会和精神病人关到一起，对方一般是危险的病人。他们还被迫服用各类精神药物，关进监狱式的机构，完全处于克格勃的控制下。
1971年，布科夫斯基设法将150页记载苏联精神病迫害机构情况的文件偷运到西方。在一封写给“西方精神病学家”的信中，布科夫斯基故意用克制的语气，要求对方考虑证据是否证明多位持不同政见者遭隔离，敦促他们在下届国际精神病学家大会上讨论这个情况:29–30。
这种现象引发了合理的焦虑，这一点在当局广泛宣传生物学家若列斯·梅德韦杰夫被以司法外的手段关入精神病院上尤为明显。
在庭上担任专家证人的精神科医生的诊断，以及法庭所基于的诊断，其内容引发了许多疑惑。然而，只有精神科专家们才能表达对这些诊断合法性程度的权威意见。
凭借这一点，我拿到了法医精神病学小组给格里戈连科、费恩伯格、鲍里索夫和亚希莫维奇检查身体时所写的诊断报告的副本，以及还有库泽内特索夫的诊断摘录。我正寄给你们这些文件，还有各种信件及其他透露这些人物角色的材料。如果你能够研究这些材料，表达你们自己的看法，我将会万份感激。
我知道，现如今没有关键的诊断信息，很难去判断一个人的精神状况，诊断疾病或是声称没有任何疾病。因此，我请你们在这一点上表达看法：就是上面提到的诊断有没有包含足够的科学证据表明不仅诊断出精神疾病，还要必须将这些人完全与社会隔离？
如果你们能引起同行的兴趣，认为有可能将它列入下一届国际精神病学家大会的讨论议程，我会非常高兴。
对于一个心智健全的人而言，没有比在精神病院无限期拘禁更可怕的命运。我相信，你们一定会对这个问题很感兴趣，愿意在上面花点时间，就好像物理学家找时间对抗利用他们的科学成就危害人类的行为。
提前感谢你，
V·布科夫斯基
1971年3月，法国小组织国际国际捍卫人权委员会发布了文件。布科夫斯基的信刊登于3月12日的伦敦《泰晤士报》，后来登上《英国精神病学杂志》:79; 82。3月29日，当局逮捕了布科夫斯基，把他关了九个月，于1972年1月进行审讯。
布科夫斯基收集并寄给西方国家的情报激励了全世界和苏联的人权活动家，也引起了精神科医生的共鸣。9月，44名欧洲的精神病医生在《泰晤士报》撰文，对六名有关人员的诊断表示深深的怀疑。1971年11月在一次会议上，世界精神健康联合会呼吁其成员国调查有关指控，捍卫其受到威胁的言论自由权:85。这些回应被异见者期刊《时事记事》详细记载，该刊也记录了布科夫斯基的朋友和其他人权活动家在辩护中所做的许多陈述。身为受到国际社会前所未有关注的人物，布科夫斯基在几乎安全封闭的环境中等待，不能见律师，被送往集中营或特殊精神病院等待审判。
面对民众的压力，世界精神病协会最终于1977年的第六届世界大会上谴责苏联的行径，设立审查委员会监督滥用行为:111。1983年，苏联在被开除会籍前，将代表从协会撤走:42–44。布科夫斯基后来将此反应成为“开放政策异见者最重要的胜利”:144。

### 1971年，最后一次遭逮捕和监禁
文件公布后，《真理报》唾骂布科夫斯基“恶毒歹徒，参与反苏活动”，他于1971年3月29日再遭逮捕。最开始关在列福尔托沃监狱，8月份在谢尔布斯基中心关了三个月，这次，中心认为他心智健康，能够出庭受审。
1972年1月，布科夫斯基受审，当局指控他诽谤苏联精神病学、联络境外记者、持有、散发秘密出版物。秘密出版物这次刊载他的最后自辩，得到更多人了解。最终他被判处两年监禁、五年劳改、五年逐守边境:31–32。
在狱中，他跟同样遭囚禁的精神科医生赛门·格鲁玆曼一起写了20页的《关于异见者精神病的手册》。该书在海外大量发行，翻译成俄语（1975年）、英语、法语、意大利语、德语、丹麦语等多种语言。手册执导可能遭受精神病政治迫害的受害者如何在审讯中躲避精神病诊断。

### 1976年，离开苏联

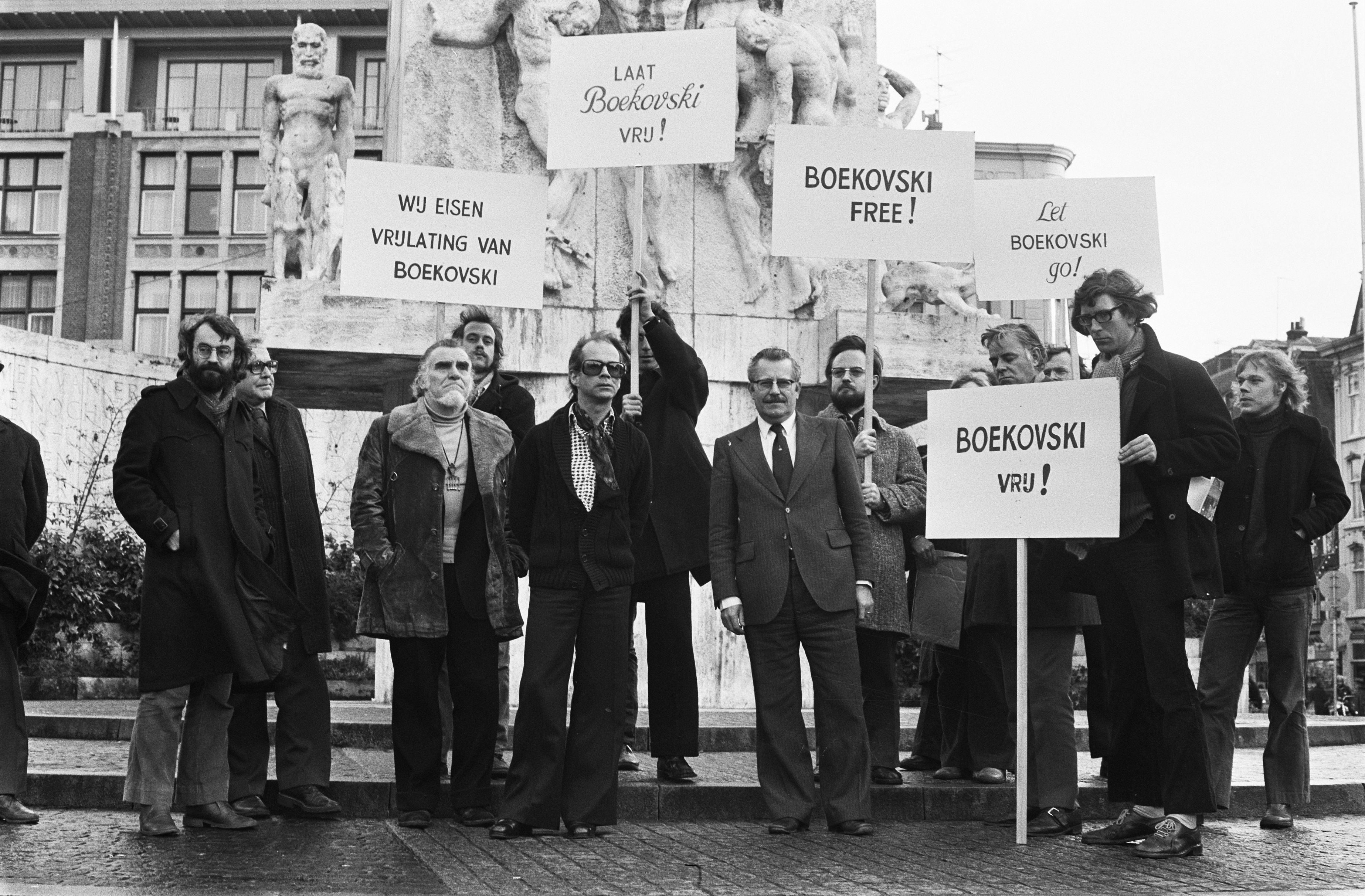
1975年1月，阿姆斯特丹民众抗议当局关押布科夫斯基，要求放人。

西方外交官及新成立的国际特赦组织等人权团体多次提请国际社会布科夫斯基等苏联政治犯:175。
1976年12月，布科夫斯基被逐出苏联。在苏黎世机场，苏联政府用他交换在押的智利共产党书记路易斯·科尔巴兰。布科夫斯基在1978年的自传中讲述了他被拷到瑞士的历程:432。西方国家的许多民众了解到这次交换，加深了对苏联异见者的了解:175。前异见者瓦迪姆·德劳内在这种情形下，写了一条警句：
|  | 他们拿恶棍交换路易·斯科瓦兰： 那么你们认为我们该拿那个王八蛋交换勃列日涅夫？ |

1977年3月，美国总统吉米·卡特在白宫会见布科夫斯基。苏联的异见者和人权活动价认为，新官上任的总统在会面中释放出希望在他的外交政策中强调人权的讯号，而苏联领导人强烈批评了这个活动。
布科夫斯基之后到英国剑桥定居，在剑桥大学完成15年前因被莫斯科大学开除而没有完成的生物学学习:7。

#### 西方国家生活
1978年，布科夫斯基获剑桥大学生物学硕士学位。同年，他发表了《垒墙筑堡：异见生涯回忆录》（To Build a Castle: My Life as a Dissenter）。该书被翻译成英文、法文、德文和俄文版，其中查利德泽作品的纽约出版商发行了俄文版，现在俄文原版可以在网上转播。
布科夫斯基在西方国家撰写了许多论文和辩论文章，不仅批评苏联政府到后来的弗拉基米尔·普京，也揭露西方国家面对苏联政治迫害时容易轻视他人。有时他甚至西方国家是此类罪行的共犯。70年代末80年代初，苏联入侵阿富汗后，布科夫斯基成功游说英美政客联合抵制1980年夏季奥运会。当年，他也为西方和平运动的活动和政策奔走呼告。

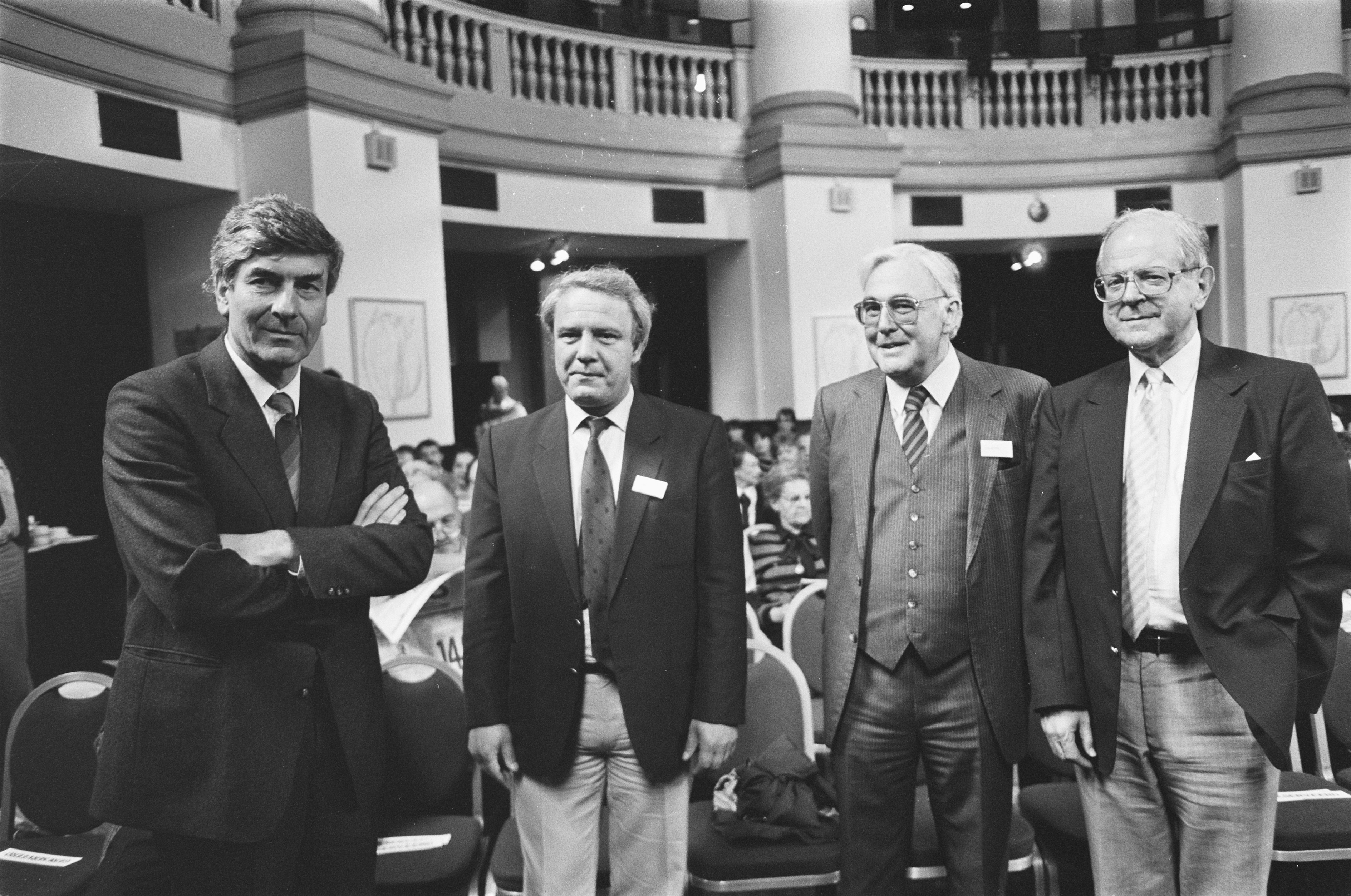
1987年5月，在荷兰第五届萨哈罗夫会议上的合影，从左至右为荷兰首相吕德·吕贝尔斯、布科夫斯基、贝泽默斯教授、罗伯特·康奎斯教授

1983年，布科夫斯基与古巴异见份子阿曼多·瓦拉达雷斯联合创办国际抵抗组织，并在后来出任组织主席。该共犯组织的办事处设在巴黎，由苏联的异见者和流亡者共同经营，其中最有名的当属弗拉迪米尔·马西莫夫和爱德华·库兹涅佐夫。1985年，组织扩张，改名国际抵抗组织美国基金会。新组织董事会的著名成员包括艾伯特·乔利斯、珍妮·柯克帕特里克，米奇·戴克特、尤里·雅丽姆-阿加耶夫、理查德·珀尔、索尔·贝洛、罗伯特·康奎斯特和马丁·科尔曼出任顾问委员。基金会负责协调推翻东欧等地共产主义政权的异见者和民主运动，在西方国家和共产主义国家组织抗议，反对西方国家资金援助共产主义政权。组织还创办支持民主运动国家理事会（又名国家民主理事会），扶植民主法治政府，帮助起草宪法、组建民事机构。
1987年3月，布科夫斯基等十位流亡作家（包括恩斯特·约瑟福维奇·涅伊兹韦斯内伊、尤里·柳比莫夫、瓦西里·阿克西约诺夫、列昂尼德·普利什奇）怀疑米哈伊尔·戈尔巴乔夫改革的实质和诚意，引起西方国家和苏联的愤慨。

### 回到苏联
1991年4月，弗拉基米尔·布科夫斯基阔别故土15年后，首次访问莫斯科。
1991年总统选举前夕，鲍里斯·叶利钦竞选团队将布科夫斯基纳入副总统候选名单。最终，阿富汗战争退役军人、苏联英雄亚历山大·弗拉基米罗维奇·鲁茨科伊当选副总统。1991年12月5日，俄罗斯苏维埃联邦社会主义共和国最高法院颁布下令，撤销布科夫斯基在苏联时代的罪名。次年，叶利钦恢复布科夫斯基俄罗斯公民身份。须注意，布科夫斯基虽然离开苏联，但未被剥夺苏联公民身份。

## 苏联解体后活动
1971年，英国和欧洲的精神科医生评估了布科夫斯基发布的有关精神迫害的文件后，评价布科夫斯基：“我们持有的（关于布科夫斯基的）情报表明他是那种可能会使得任何一国政府尴尬的人。他似乎不愿意为了便利和个人的慰藉妥协，认为只有在情况对他不利的情形下才会说出他的想法。不过，这样的人一般会做出很大的贡献，值得敬重。”
苏联解体不久后，布科夫斯基再次受到俄罗斯当局的青睐。他于1993年10月的宪法危机中支持叶利钦抵抗最高法院，但在两个月批评新通过的《俄罗斯宪法》为叶利钦连任提供保障。他认为，从1994年开始，叶利钦便成为安全部分的人质，恢复克格勃统治不可避免。

### 《莫斯科审判》（1995）
1992年，叶利钦政府向宪法法院起诉俄罗斯共产党，请求法庭禁止共产党运作并冻结资产。当时，政府邀请布科夫斯基以专家证人身份出庭作证，证明苏联共产党是危险组织。为了准备证词，布科夫斯基获准查阅当时由俄罗斯国家现代史档案馆整理的大批苏共中央的历史文档。他利用手持小型扫描仪和笔记本电脑制作了许多文件的复印件（其中部分需要很高的安全权限才能查阅），包括克格勃对党中央的报告。这些影印件被偷运到西方国家。
布科夫斯基希望莫斯科在国际法庭上可以扮演类似第一次纽伦堡审判中的角色，帮助国家摆脱共产主义的阴影。然而这一天并没有来临，“苏工审判”的目的远远没有实现。虽说苏共被认定为违宪组织，但前党员们还是能够在俄罗斯政府担任要职，而他们组建的俄罗斯联邦共产党更成为了国内最大的政治反对派。其中，前党员们在1917年10月后政治迫害受害者总统委员会中担任要职，包括苏共中央政治局委员亚历山大·尼古拉耶维奇·雅科夫列夫。由此可见，布科夫斯基的文章和采访没有起到作用，他本人非常失落：“共产主义制度没有彻底终结，这头怪物吞并了我们的世界，我们处在危险中！尽管它的名字不再叫共产主义，但它保留了很多危险的特征......在纽伦堡式的法庭对它的所有罪行做出最终判决前，它还没有消亡，革命尚未结束。”
经过众人数年的工作，布科夫斯基拍下的文档影印件（许多只有半页宽）的拼凑全部完成。文件之后于1999年在网上公开。1995年，布科夫斯基创作作品《莫斯科审判》讲解苏联最近的历史，揭示苏联和苏共与西方国家的关系时，引用了其中大量文档。这本书被翻译成多种语言，但当时没有英文版。兰登书屋曾买下了手稿的版权，但按照布科夫斯基的话，出版商想让作者从自由主义左派政治角度重写整本书。”布科夫斯基拒绝了，他向兰登书屋的编辑称因为作品某些地方的原因，自己“对政治审查很敏感”。之后，双方取消合约。法文版于1995年面世，之后俄文及其他斯拉夫语种版本面试，其中波兰语版成为当时的畅销书。2016年，Spirali出版了意大利文版。最终英文翻译版于2019年5月面世。

### 1992年市长选举
1992年，加夫里爾·哈里托諾維奇·波波夫辞职后，莫斯科议会自由派代表推举布科夫斯基参加市长选举:478。布科夫斯基婉拒了邀请，表示履行市长职责需要一支能够推动激进改革的知识分子团体，但国家缺乏这方面的人才。最终副市长尤里·米哈伊洛维奇·卢日科夫当选，于1992年到2010年担任市长。

### 1996年总统选举
1996年初，莫斯科的学者、记者和知识分子联合推举布科夫斯基参加总统选举，取代参选的现任总统鲍里斯·叶利钦和他的大对手、俄罗斯共产党的根纳季·安德烈耶维奇·久加诺夫。然而，正式的提名程序并未启动。

### 《古拉格备忘录》
2001年，布科夫斯基当选意大利自由意志主义组织自由之县自由委员会主席。该组织每年11月7日十月革命纪念日都会宣传《古拉格备忘录》和共产主义受害者纪念日，迄今为止活动已在罗马、布加勒斯特、柏林、永河畔拉罗什和巴黎举办。

### 与鲍里斯·涅姆佐夫和俄罗斯反对派的联系
2002年，副总统鲍里斯·涅姆佐夫当选国家杜马议员兼右翼力量联盟领袖。他到剑桥拜访了布科夫斯基，商讨俄罗斯反对派的策略。布科夫斯基嘱咐涅姆佐夫，国内自由派的当务之急是毫不妥协地团结反对弗拉基米尔·普京的独裁政府。
记者安娜·波利特科夫斯卡娅经常去英国。她采访了布科夫斯基和鲍里斯·阿布拉莫维奇·别列佐夫斯基，拿到“不同政治移民浪潮的比较分析”。在采访中，她将布科夫斯基称为“族长”，讨论了获得英国政治庇护的人士（如艾哈迈德·扎卡耶夫和亞歷山大·瓦爾杰洛維奇·利特維年科）的处境，以及对英国托尼·布莱尔政府及欧洲议会对车臣的态度。在谈话中，布科夫斯基反对斯洛博丹·米洛舍维奇被带到海牙国际刑事法庭受审的方式。
2004年1月，布科夫斯基与加里·基莫维奇·卡斯帕罗夫、鲍里斯·涅姆佐夫、弗拉基米爾·卡拉-穆爾扎组建2008委员会。这支俄罗斯民主反对派伞式组织的目标是确保2008年总统选举的自由公正。
2005年，布科夫斯基与20世纪60、70年代著名异见者娜塔莉亚·戈尔巴内夫斯卡娅、谢尔盖·科瓦列夫、亚历山大·波德拉内内克、葉連娜·邦納共同参演了弗拉基米尔·弗拉基米若维奇·卡拉-穆尔扎的纪录片《他们选择了自由》。2013年，布科夫斯基参加了娜特拉·博尔特雅斯卡娅纪录片《平行线、事件、民众》。
2009年，布科夫斯基参加新组建的议会外反对派联盟团结联盟的理事会。

### 批评伊拉克阿布格莱布监狱使用酷刑
阿布格莱布、关塔那摩湾拘押中心和中情局秘密监狱的囚犯遭酷刑对待的新闻曝光后，布科夫斯基去找负责的官员谈话，不留情面地攻击了对方，问是不是要隐蔽合理化酷刑。2005年12月18日在《华盛顿邮报》的专栏文章中，他回忆了1971年在勒福尔托沃监狱遭受酷刑的经历。他警告说，一旦开始，酷刑的惯性就难以控制，腐蚀着实施酷刑者。他写认为：历史上“酷刑”一直是压迫人的工具，不是调查或情报收集的工具。他解释说：“调查是一个微妙的过程，需要耐心和良好的分析能力，以及培养个人获取消息的能力。纵容酷刑，这些罕见的人才会离开情报部门，还原事实的能力会很快被天赋比他们低的同时超越，情报部门就成了施虐狂的游乐场。
2009年1月20日，上任仅两天的美国总统贝拉克·奥巴马否认了酷刑备忘录。

### 欧盟的致命缺陷
布科夫斯基和帕维尔·斯托伊洛夫共同编写了于2004年出版的小册子《欧盟苏联化》（EUSSR），认为“欧洲一体化有苏联的根基”。两年后接受《布鲁塞尔报》（The Brussels Journal）采访时，布科夫斯基表示他读过1992年苏联绝密文档，确认将欧盟转变成社会主义组织的“阴谋论”的确存在。他认为欧盟就是“一头怪物”，“在发展成为一个成熟的极权主义国家之前”，必须尽早摧毁：“与此同时，他们带来了越来越多的意识形态。苏联过去是一个意识形态先行的国家。今天欧盟的意识形态是社会民主主义、中央集权化，政治正确也占了很大一部分。我很认真地目睹了政治正确是如何扩大成一种压迫性的意识形态，更不用说他们如今几乎每个国家都有的禁言法令”。
布科夫斯基在采访中警告，苏联与欧盟的形成有一定的相似点。2006年，他描述了苏联的危险之处，认为它的模式是消灭国籍和族群，从而创立一个全新的“苏维埃国家”。苏联的意识形态要求国家最终消失，然而现实情况完全相反，变成国家至关重要。布科夫斯基表达他的欧洲怀疑论观点时，是英国独立党长期赞助人自由协会的副主席。
2007年，经过一场观点类似的争论，布科夫斯基认为俄罗斯太大，应该分成几个小国家。他的观点迅速被俄罗斯国营电视台今日俄罗斯报道给世界各地的观众。
早在十年前，布科夫斯基概述了一些确保合作实现的办法。他在《莫斯科判决书》中写道，除了被苏联招募为特工，有意识地为苏联工作的人之外，还有一些男女被克格勃和格鲁乌认定为“有影响力的特工”和“机密联络员”：“此外，这些‘有影响力的特工’大部分不是字面意义上的克格勃特工。有些人考虑到理想主义原因，会给苏联散布假情报，其他人则向克伯格偿还旧债，或者反过来说，去拿新的奖励或任务。还有人简直不知道自己在做什么......这些例子各有不同。”
布科夫斯基警告称，这条定律同样适用于后斯大林时代的苏联和东欧特勤人员，他们在70年代和90年代受到过类似的压力和诱惑：“大多数苏联学者和斯拉夫人、俄罗斯和苏联的专家依赖于政权，不时要去苏联。如果没有这种接触，专家无法确保他当前在学术界的地位和声誉，任何人都可能指责他失去联络，不再保留他的专业知识。然而，这种前往苏联的机会，在那些年是被克伯格密切关注的。”

### 2008年总统选举
2007年5月，布科夫斯基宣布计划参选2008年5月的总统选举。他在2007年12月16日正式递交了提名，迎战德米特里·阿纳托利耶维奇·梅德韦杰夫等候选人。
负责提名布科夫斯基的人士包括尤里·雷佐夫、弗拉基米尔·弗拉基米若维奇·卡拉-穆尔扎、亚历山大·波德拉内内克、安德烈·皮翁特科夫斯基、弗拉基米尔·普利比洛夫斯基。维克多·申德罗维奇、瓦勒利亚·诺沃德沃斯加雅、列夫·鲁宾斯坦等活动家、作者和评论员也公开支持布科夫斯基。
亲克里姆林宫的政客和评论员质疑布科夫斯基的执政前景，不过提名人指出其中许多指控经常重复。800多名莫斯科的俄罗斯公民于2007年12月16日提名布科夫斯基担任总统。12月18日，达到注册登记候选人签名数量要求的布科夫斯基，准时向俄罗斯中央选举委员会递交申请。
布科夫斯基的参选也获得格里戈里·亚夫林斯基。亚夫林斯基于2007年12月14日在亚博卢党会议上宣布放弃参选，全力支持布科夫斯基。
行动小组（The Action Group）支持布科夫斯基参选，否认亲政府媒体所说的布科夫斯基未能成为总统，会向联邦宪法法院提起上诉。
2007年12月22日，中央选举委员会拒绝了布科夫斯基的申请，理由有三：一是他在递交文档时没有给出他写作活动的讯息，二是持有英国永久居留权，三是近十年来没有住在俄罗斯。布科夫斯基随即就该决议向俄罗斯联邦最高法院上诉，2008年1月15日将案件诉至上诉委员会。
2011年3月30日，布科夫斯基向英国威斯敏斯特裁判法院递交米哈伊尔·戈尔巴乔夫于80年代末90年初涉嫌危害人类罪的材料，要求当局实施逮捕。

### 乌克兰、克里米亚，利特维年科调查（2012- 2015）
2010年3月10日，反普京网络宣言《普京必须下台》发布，起初有34人联署，布科夫斯基名列其中。2012年5月，结束四年总理任期，开始他俄罗斯联邦总统的第三任期。次年，布科夫斯基发表俄罗斯媒体的采访合辑，认为普京团队继承拉夫连季·帕夫洛维奇·贝利亚之遗风。
2014年索契冬奥会后，俄罗斯联邦吞并克里米亚。西方国家旋即制裁了普京的随从，布科夫斯基希望这能证明普京政权走向灭亡。
2014年10月，俄罗斯当局拒绝给布科夫斯基签发新的外国旅行护照，俄罗斯外交部表示布科夫斯基的无法确认。这一言论让克里姆林宫人权理事会和俄罗斯联邦人权申诉专员感到惊讶。
2015年3月17日，在针对亞歷山大·瓦爾杰洛維奇·利特維年科遭到毒杀一案拖延已久的调查中，布科夫斯基就这位前俄罗斯联邦安全局上校被谋害的原因给出自己的见解。八年前接受BBC采访时，布科夫斯基表示俄罗斯政府毫无疑问在伦敦杀害了上校。

### “禁止图像”起诉
2015年，英格蘭及威爾斯皇家檢控署起诉布科夫斯基，声称他的电脑藏有“违法儿童图像”。布科夫斯基认为指控很荒谬，最初表示电脑被装了后门程序，是俄罗斯安全机构经欧洲刑警组织发送的。布科夫斯基也指出尽管最初检控署的声明指控他“持有并制作”图像，但交给法院的检控材料只用于“持有”的监控。
2015年5月初，布科夫斯基在德国一家私人诊所接受了九个小时的心脏手术，安装两个人工心脏瓣膜。手术过后他麻醉昏睡了三天，提高康复机会。康复了些许后，布科夫斯基回应了检控署的监控，他让最高法院签发诽谤令状，向检控署索偿10万欧元。
高等法院2016年7月驳回申诉。瓦尔比法官的判决认为布科夫斯基的案子“总而言之，是检控公告误指控他亲自参与儿童性虐待行为，有足够证据证明当事人出现在现场、制作或拍摄不雅照片，因此检控成立。如果检控公告确实有这方面的意思，那么毫无疑问，情况属实。布科夫斯基并未被检控或指控参与或出现在儿童性虐待现场，或是拍摄虐待行为的照片。检控署没有声称或合理怀疑他犯了这些行为。”
2018年2月12日，检控署认为由于被告身体状况欠佳，建议无限期推迟审判。法官加雷思·霍克斯沃思（Gareth Hawkesworth）法官裁定，继续进行审判“有悖于司法公正”，批准申请永久停留诉讼程序。
2019年10月27日晚九点半在英格兰剑桥因心力衰竭去世，享年76岁。

## 作品列表
翻译本
- 1978:  (PDF). London: André Deutsch (UK edn). 1978  [2019-06-21]. ISBN 978-0-233-97023-3. （原始内容存档 (PDF)于2013-05-01）. 352 pp.
  - （俄文） 1979: . New York: Khronika izd-vo. 1979. 386 pp.
  - 1979: . New York: Viking Press. 1979. ISBN 978-0-670-71640-1.
  - （俄文） 2007: . Svobodnyĭ chelovek. Moskva: Novoe izd-vo. 2007. ISBN 978-5-98379-090-2.
- 1987: . Hoover Press publication. Stanford, Calif: Hoover Institution Press. 1987. ISBN 978-0-8179-8442-7.
- 1995: . Paris: Robert Laffont. 1995. ISBN 978-2-221-07460-2 （法语）. 616 pp.
  - . Parizh : Moskva: "Russkai︠a︡ myslʹ"; Izd-vo "MIK". 1996. ISBN 978-5-87902-071-7 （俄语）.
  - （德文） (1996) Abrechnung mit Moskau. Das sowjetische Unrechtsregime und die Schuld des Westens, Bergisch Gladbach
  - . Warsaw. 1999. ISBN 978-83-7227-190-7 （波兰语）.
  - Judgment in Moscow: Soviet crimes and Western complicity （页面存档备份，存于） (May 2019)
- 1999: Soviet Archives （页面存档备份，存于）: Online archive compiled by Vladimir Bukovsky, prepared for publication by the late Julia Zaks (1938–2014) and Leonid Chernikhov
- 2016: The Bukovsky Archives （页面存档备份，存于） upgraded version of 1999 archive.
- 2019: Judgment in Moscow: Soviet crimes and Western complicity （页面存档备份，存于）

俄文
- 1979:  [To Build a Castle]. New York: Изд. "Хроника" (Khronika Press). 1979. 382 pp. The first publication in Russian of Bukovsky's memoirs was given a Biblical title (see Ecclesiastes, v. 6).
- 1989:  [To Build a Castle]. М.: Teatr periodical. 1989. ISSN 0131-6885. The first  publication of Bukovsky's memoirs in the USSR.
- 1996:  [Judgment in Moscow]. М.; Париж: МИК : Рус. мысль. 1996: 525. ISBN 978-5-87902-071-7.
- 2001: Буковский В.; Геращенко И.; Ледин М.; Ратушинская И.; Суворов В.  [The golden echelon]. Собрание. М.: Гудьял-Пресс. 2001: 256. ISBN 978-5-8026-0082-5.
- 2007:  [To Build a Castle]. Свободный человек. М.: Новое изд-во. 2007: 348. ISBN 978-5-98379-090-2. (First serialised in Teatr periodical, see above, 1989).
- 2008:  [Letters of a Russian traveller]. Moscow & St Petersburg: Нестор-История [Nestor-History]. 2008.
- 2013:  [The heirs of Lavrenty Beria: Putin and his team]. M.: Алгоритм. 2013. ISBN 978-5-4438-0337-1.
- 2014:  [Putin's secret empire. Will there be a "palace coup"?]. M.: Алгоритм. 2014. ISBN 978-5-4438-0880-2.
- 2015:  [On the edge. Russia faces a hard choice]. M.: Алгоритм. 2015. ISBN 978-5-906798-82-4.

## 纪录片
- 《他们选择了自由（英语：They Chose Freedom）》 (4集，2005） – 弗拉基米爾·卡拉-穆爾扎制作
- 《俄罗斯/车臣：异见者的声音》（Russia/Chechnya: Voices of Dissent，2005），采访了布科夫斯基葉連娜·邦納、娜塔莉亚·戈尔巴内夫斯卡娅（英语：Natalya Gorbanevskaya）、安娜·波利特科夫斯卡娅、艾哈迈德·扎卡耶夫等人[128]
- 《苏维埃的故事》 (2008) – 埃德温·斯努尔纪录片作品
- 《平行线、事件、民众（英语：Parallels, Events, People）》（36集，2014） – 娜特拉·博尔特雅斯卡娅（英语：Natella Boltyanskaya）系列纪录片作品

## 延伸阅读

### 苏联时期
- Leddington, Roger. . Eugene Register-Guard（英语：Eugene Register-Guard）. 1971-04-11: 9A  [2019-06-21]. （原始内容存档于2021-01-26）.
- Jenner, F. A. . Nature. 1972-08-11, 238 (5363): 361. Bibcode:1972Natur.238..361J. doi:10.1038/238361c0.
- Kovaly, Pavel.  [The Inconvenient Witness by Vladimir Bukowsky]. Studies in Soviet Thought. September–December 1973, 13 (3/4): 339–342. JSTOR 20098579.
- Bernstein, Robert; Bessie, Simon; Carlisle, Henry; Hersey, John; Jovanovich, William;  et al. . The New York Review of Books. 1974-06-27  [2019-06-21]. （原始内容存档于2022-05-01）.

### 流亡西方
- . Beaver County Times（英语：Beaver County Times）. 1976-12-20: B12  [2019-06-21]. （原始内容存档于2021-01-26）.
- . Ocala Star-Banner（英语：Ocala Star-Banner）. 1976-12-20: 2A  [2019-06-21]. （原始内容存档于2021-01-26）.
- Neuerbourg, Hanns. . Lewiston Evening Journal. 1976-12-20: 28  [2019-06-21]. （原始内容存档于2021-01-26）.
- Rich, Vera. . Nature. 1977-01-13, 265 (5590): 94. Bibcode:1977Natur.265...94R. doi:10.1038/265094a0.
- Gerstenzang, James. . Lewiston Evening Journal. 1977-03-01: 17  [2019-06-21]. （原始内容存档于2021-01-26）.
- . The Spokesman-Review（英语：The Spokesman-Review）. 1977-03-02: 3  [2019-06-21]. （原始内容存档于2021-01-26）.
- Thorne, Ludmilla. . Lakeland Ledger（英语：Lakeland Ledger）. 1977-03-06: 7D  [2019-06-21]. （原始内容存档于2021-01-26）.
- Nivat, Georges; Kravetz, Marc.  [USSR: writers of dissent: Bukovsky, Shalamov, Daniel, Ginzburg, Plyushch, Solzhenitsyn]. Venezia: La Biennale di Venezia. 1977. OCLC 797904993 （意大利语）.

### 两年后
- . The Gazette. 1978-11-14: 39  [2019-06-21]. （原始内容存档于2021-01-26）.
- . The Daily Telegraph. 1978-11-13: 40  [2019-06-21]. （原始内容存档于2021-01-26）.
- . Herald-Journal（英语：Spartanburg Herald-Journal）. 1978-11-13: A3  [2019-06-21]. （原始内容存档于2021-01-26）.
- Peipert, James. . Nashua Telegraph（英语：Nashua Telegraph）. 1978-11-13: 40  [2019-06-21]. （原始内容存档于2021-01-26）.

### 建造城堡
- Serebryakova, Elena.  [The world through the eyes of a dissident: Bukovsky's «The wind returns…» (English title: To Build a Castle)] (PDF). Управленческое консультирование. 2012, (4): 132–138. （原始内容 (PDF)存档于2016-03-01） （俄语）.

### 莫斯科受审
- Shlapentokh, Vladimir. . Russian History. Winter 1998, 25 (1): 453–461. doi:10.1163/187633198X00211.

### 21世纪
- Boobbyer, Philip. . The Slavonic and East European Review（英语：The Slavonic and East European Review）. July 2009, 87 (3): 452–487. JSTOR 40650408.
- Zubov, Mikhail [Михаил Зубов].  [How Vladimir Bukovsky defeated punitive psychiatry. Ludmilla Alexeyeva, "This legendary figure is hardly likely to be engaged in child pornography"]. Moskovskij Komsomolets. 2015-04-28  [2019-06-21]. （原始内容存档于2022-05-01） （俄语）.

### 英文
- C-SPAN內的頁面（英文）: May 1989, "The Democratic Revolution in Eastern Europe and the Soviet Union" (forum).
- Vladimir Bukovsky （页面存档备份，存于） News archives, links, photos, video, public domain writings, official statements, contact info, maintained by US group Bukovsky Center
- Russia/Chechnya: Voices of Dissent (2005) （页面存档备份，存于） – features Vladimir Bukovsky, Yelena Bonner, Natalya Gorbanevskaya（英语：Natalya Gorbanevskaya）, Anna Politkovskaya, Akhmed Zakayev and others.
- YouTube上的A lecture by Bukovsky at the Cato Institute, 69 min Uploaded on 7 January 2012.
- The Bukovsky Archives: Classified Soviet documents (1937-1994) （页面存档备份，存于）. Over eighty files about "The suppression of dissent, 1970–1979" （页面存档备份，存于） include documents concerning Bukovsky's activities as a Soviet dissident, his periods of imprisonment in the USSR, his exchange in 1976 for Luis Corvalan and his ongoing campaign in the West against the Soviet regime.
- Michael Ledeen（英语：Michael Ledeen） (2012) "The Greatest Subversive of Our Times", PJ Media website （页面存档备份，存于）, 29 December 2012.

### 俄文
- An Alphabet of Dissent: Bukovsky (2011) . Radio Free Europe/Radio Liberty. 2011-11-29  [2019-06-21]. （原始内容存档于2016-06-03）.
- Bukovsky on Voice of America (2014) YouTube上的Владимир Буковский на "Голосе Америки" 19 February 2014, 40 min
- Natella Boltyanskaya（英语：Natella Boltyanskaya）. . Voice of America. 2015-02-16  [2019-06-21]. （原始内容存档于2016-01-07）. Episode 29: "To Build a Castle", part 1.
- Natella Boltyanskaya（英语：Natella Boltyanskaya）. . Voice of America. 2015-03-02  [2019-06-21]. （原始内容存档于2016-03-05）. Episode 30: "To Build a Castle", part 2.
- 2008年总统竞选官方网站